# Kathleen Kerrigan (actrice)
Pour les articles homonymes, voir Kerrigan.
Kathleen Kerrigan (1868–1957) est une actrice américaine, active pendant la période du muet. 

## Biographie
Kathleen Kerrigan commença sa carrière d'actrice au Macauley's Theatre (en) de Louisville, dans le Kentucky.
Elle est la sœur des acteurs J. Warren Kerrigan (1879–1947) et Wallace Kerrigan (1881–1953), et la belle-mère de l'acteur Clay Clement (1888–1956).

## Filmographie partielle
- 1914 : Samson de J. Farrell MacDonald
- 1919 : Un cœur fidèle (The Uplifters) de Herbert Blaché
- 1919 : The World Aflame d'Ernest C. Warde
- 1920 : Vive la liberté (The Walk-Offs) de Herbert Blaché
- 1927 : The Music Master (en) d'Allan Dwan
- 1929 : L'Art de réussir (Skinner Steps Out) de William J. Craft
- 1931 : Wicked (en) d'Allan Dwan
- 1934 : You Can't Buy Everything de Charles Reisner